# Thames Valley Rugby Football Union
Maillots
Dernière mise à jour : 27 octobre 2015.
La  Thames Valley Rugby Football Union  est une fédération provinciale de rugby à XV néo-zélandaise, basée à Paeroa sur l’Île du Nord. Son équipe fanion participe à la troisième division des compétitions provinciales du pays, le Heartland Championship. 

## Historique
Le rugby se développe dès les années 1870  parmi les ouvriers de l’industrie du bois, les mineurs et les fermiers de la région. Plusieurs clubs sont créés sous le contrôle de la Auckland Rugby Football Union (ARFU). D’autres s’organisent au sein de trois fédérations locales, Paeroa Union, Waihi Union et Piako Union qui, en 1899, s’associent pour former la Ohinemuri Union, rebaptisée Goldfields Rugby Union en 1904 après l’entrée de la Karangahake Union. En 1909, Goldfields quitte la ARFU avec cinq autres petites fédérations (Waikato, Rotorua, King Country, Maniapoto et Opotiki) pour former la South Auckland Rugby Football Union (SARFU). Après la Première Guerre mondiale, la SARFU connaît des problèmes financiers et elle se scinde en trois parties : d’une part, Waikato et King Country en 1920, de l’autre, en 1922, Goldfields, vite rebaptisé Thames Valley Rugby Football Union (TVRFU), formée par la fusion des fédérations locales de Hauraki Plains, Paeroa, Te Aroha et Waihī. En 1951, la Thames Rugby Union (à ne pas confondre) quitte la ARFU pour rejoindre Thames Valley.
En 1962, Thames Valley s’incline 14-16 contre l’Australie en tournée.

## Palmarès

### Championnat des provinces
- National Provincial Championship (NPC), troisième division : 
  - Vainqueur (3) : 1988, 1990, 1995
- Heartland Championship, Lochore Cup : 
  - Finaliste (3) : 2006, 2007, 2011

### Ranfurly Shield
Thames Valley a tenté à quinze reprises de remporter le Ranfurly Shield, sans succès.
| Année | Adversaire       | Score |
| 1951  | North Auckland   | 19-6  |
| 1952  | Waikato          | 17-3  |
| 1955  | Canterbury       | 24-11 |
| 1960  | Auckland         | 22-6  |
| 1962  | Auckland         | 24-9  |
| 1975  | Auckland         | 22-00 |
| 1979  | North Auckland   | 35-03 |
| 1980  | Waikato          | 16-7  |
| 1986  | Auckland         | 97-00 |
| 1989  | Auckland         | 58-7  |
| 1994  | Waikato          | 74-3  |
| 1999  | Waikato          | 37-08 |
| 2007  | North Harbour    | 69-00 |
| 2014  | Counties Manukau | 68-00 |
| 2016  | Waikato          | 83-13 |

### All Blacks
Deux joueurs de Thames Valley ont joué pour les All Blacks sans cependant obtenir de cape en test-match.
- Kevin Barry
- Bob O'Dea